# Нугербеков, Серик Нугербекович
Серик Нугербекович Нугербеков (каз. Серік Нөгербекұлы Нөгербеков; род. 8 сентября 1962; Каркаралинск, Карагандинская область, СССР) — казахстанский учёный в области экономики, политический и общественный деятель, доктор экономических наук (2010), профессор.

## Биография
Серик Нугербекович родился 8 сентября 1962 года в городе Каркаралинске Карагандинской области.
В 1984 году окончил Карагандинский кооперативный институт по специальности экономист-организатор.
В 2008 году защитил учёное звание кандидата экономических наук, тема диссертации: «Механизмы управления пространственным развитием экономического потенциала Республики Казахстан».
В 2010 году защитил учёное звание доктора экономических наук, тема диссертации: «Долгосрочное развитие экономики Казахстана в посткризисный период: парадигма, факторы, механизмы управления».

## Трудовая деятельность
С 1984 по 1985 годы — Секретарь комитета комсомола Каркаралинского зооветтехникума.
С 1986 по 1991 годы — Второй секретарь Каркаралинского районного комитета ЛКСМ Казахстана, начальник Каркаралинского агентства АТП «Караганда Трансагентство», инструктор райкома профсоюзов Каркаралинского районного комитета работников профсоюза агропромышленного комитета.
С 1991 по 1998 годы — Менеджер АО «Алтын Эмель», директор фирмы «Уголь-экспорт» Казахстанского республиканского внешне-экономического предприятия «Казпромэкспорт», вице-президент Государственной внешнеэкономической корпорации «Казыбек» (Алматы).
С 1998 по 2000 годы — Зам.директора филиала Межгосударственной телерадиокомпании «Мир».
С 2000 по 2002 годы — Начальник областного финансового управления Карагандинской области.
С 2002 по 2005 годы — Директор департамента финансового регулирования Министерства транспорта и коммуникации Республики Казахстан.
С 2005 по 2007 годы — Председатель Совета директоров ТОО «Еснур и К».
С 2007 по 2008 годы — Президент АО «Институт экономических исследований».
С 2009 по 2012 годы — Заведующий отделом социально-экономического мониторинга Администрации Президента Республики Казахстан.
С 2012 по 2015 годы — Депутат Сената Парламента Республики Казахстан назначен указом президента.
С 2015 по 2020 годы — Член Счетного комитета Республики Казахстан по контролю за исполнением республиканского бюджета.
С 2012 года по н.в — Руководитель Международного Секретариата G-Global.

## Награды
- 2015 — Орден Парасат[9]
- 2008 — Медаль «Ерен Еңбегі үшін» («За трудовое отличие»)[10]
- Награждён правительственными и юбилейными медалями Республики Казахстан и др.